# The Devil's Advocate
The Devil's Advocate is een Amerikaanse speelfilm uit 1997 van regisseur Taylor Hackford. De film gaat over een jonge talentvolle advocaat die naar New York gelokt wordt waar hij gaat werken voor 's werelds machtigste advocatenkantoor. Het verhaal gaat over de zonden die een advocaat kan ondergaan en kan gezien worden als een variatie op de Faustlegende.

## Thematiek
In de film komen verschillende thema's naar voren. De titel van de film verwijst naar een stellingname binnen de filosofie; de advocaat van de Duivel. Deze stellingname laat zien hoe iemand tracht om een standpunt te verdedigen dat lijnrecht tegen het zijne/hare ingaat of ronduit "slecht" te noemen is; de Duivel symboliseert al het kwade, het slechte.
Een ander thema van de film is de relatie tussen vader en zoon en de manier waarop die zich gedurende een kennismaking zich ontwikkelt. Verder speelt de film in op eind jaren negentig actuele thema's als carrièredrift en bijbehorende relationele spanningen en kritiek op de verbreiding en handelwijze van kapitalisme.
Ook bevat de film een sterk anti-theïstische zienswijze. Door de film heen wordt op een subtiele manier de rol van God steeds meer geafficheerd als een slechte, waar de Duivel juist het goede zou aanspreken. Een uitspraak die hoofdrolspeler Al Pacino doet, is:

Let me give you a little inside information about God. God likes to watch. He's a prankster. Think about it. He gives man instincts. He gives you this extraordinary gift, and then what does He do, I swear for His own amusement, his own private, cosmic gag reel, He sets the rules in opposition. It's the goof of all time. Look but don't touch. Touch, but don't taste. Taste, don't swallow. Ahaha. And while you're jumpin' from one foot to the next, what is he doing? He's laughin' His sick, fuckin' ass off! He's a tight-ass! He's a sadist! He's an absentee landlord! Worship that? Never!
— John Milton (Al Pacino) in The Devil's Advocate

## Verhaal
Kevin Lomax (Keanu Reeves) is een jonge, talentvolle advocaat uit Florida. Hij heeft in zijn loopbaan nog nooit een zaak verloren. Nadat hij weer een cliënt - een leraar die verdacht werd van aanranding van een van zijn leerlingen - heeft weten vrij te spreken, krijgt hij tijdens het uitgaan een aanbieding. Hij krijgt de kans om in New York een jury voor een rechtszaak samen te stellen. Hoewel zijn moeder het hem afraadt, besluit hij toch om de aanbieding aan te nemen en vertrekt hij met zijn vrouw, Mary Ann Lomax (Charlize Theron), naar the Big Apple. Daar weet hij de perfecte jury samen te stellen en, tegen ieders verwachting in, wint het advocatenkantoor dat hem inhuurde de rechtszaak.
Als reactie hierop wil het advocatenkantoor hem in dienst nemen. Hierdoor ontmoet hij de grote baas van dit machtige en grote advocatenkantoor, John Milton (Al Pacino). Na wat onderhandelingen met Milton en na het zien van het huis dat Lomax bij zijn baan krijgt toegewezen, besluit hij de deal aan te nemen. Ook Mary Ann is enthousiast en moedigt Kevin aan om in dienst van het bedrijf van Milton te treden. Eerst lijkt alles hen voor de wind te gaan: Kevin timmert goed aan de weg hogerop en Mary Ann heeft het naar haar zin in New York. Toch begint de stemming van Mary Ann een beetje om te slaan, nadat ze Kevin steeds minder ziet doordat hij het te druk heeft met zijn werk.
Tijdens een feest van het advocatenkantoor krijgt John Milton een zaak binnen. De zakenman Alexander Cullen wordt verdacht van de moord op zijn ex-vrouw en haar dochter. Milton geeft de zaak aan Lomax. Door deze zaak krijgt Kevin het steeds drukker en wordt Mary Ann steeds eenzamer. Ook begint ze vreemde dingen te zien. Zo veranderen medewerkers en hun vrouwen tijdelijk in demonen en wordt ze 's nachts gewekt door een peuter die met haar eierstokken aan het spelen is.
Ondanks de problemen van Mary Ann en het advies van Milton om een break in te lassen, gaat Kevin gewoon verder met de zaak. Uiteindelijk weet hij Cullen, tegen beter weten in, niet veroordeeld te krijgen. Maar kleeft er nu geen bloed aan zijn handen? Mary Ann is al helemaal ingestort. Uiteindelijk merkt hij dat dit alles het werk van Satan is (alhoewel, had Lomax niet zelf alles in eigen hand?), die ook nog eens zijn vader blijkt te zijn.

## Rolverdeling
| Acteur                | Personage             |
| --------------------- | --------------------- |
| Keanu Reeves          | Kevin Lomax           |
| Al Pacino             | John Milton           |
| Charlize Theron       | Mary Ann Lomax        |
| Jeffrey Jones         | Eddie Barzoon         |
| Judith Ivey           | Mrs. Alice Lomax      |
| Connie Nielsen        | Christabella Andreoli |
| Craig Nelson          | Alexander Cullen      |
| Tamara Tunie          | Mrs. Jackie Heath     |
| Ruben Santiago-Hudson | Leamon Heath          |
| Debra Monk            | Pam Garrety           |
| Delroy Lindo          | Phillipe Moyez        |
| Monica Keena          | Alessandra Cullen     |
| Heather Matarazzo     | Barbara               |